# Kitigan Zibi
Kitigan Zibi est la réserve anishinaabeg des Kitigan Zibi Anishinabeg située dans La Vallée-de-la-Gatineau en Outaouais au Québec (Canada). Elle est limitrophe de la ville de Maniwaki.

## Géographie
La communauté algonquine de Kitigan Zibi est située La Vallée-de-la-Gatineau en Outaouais au Québec à environ  130 km au nord des villes de Gatineau et d'Ottawa (route 105, ou route 117 ou route 107 en provenance de Montréal ou de Val-d'Or).
Couvrant 184,37 km², le territoire de la Première Nation Kitigan Zibi Anishinabeg est délimité au nord par la rivière à l'Aigle et par la rivière Désert. C'est la plus grande de toutes les communautés algonquines du Canada. 

### Municipalités limitrophes

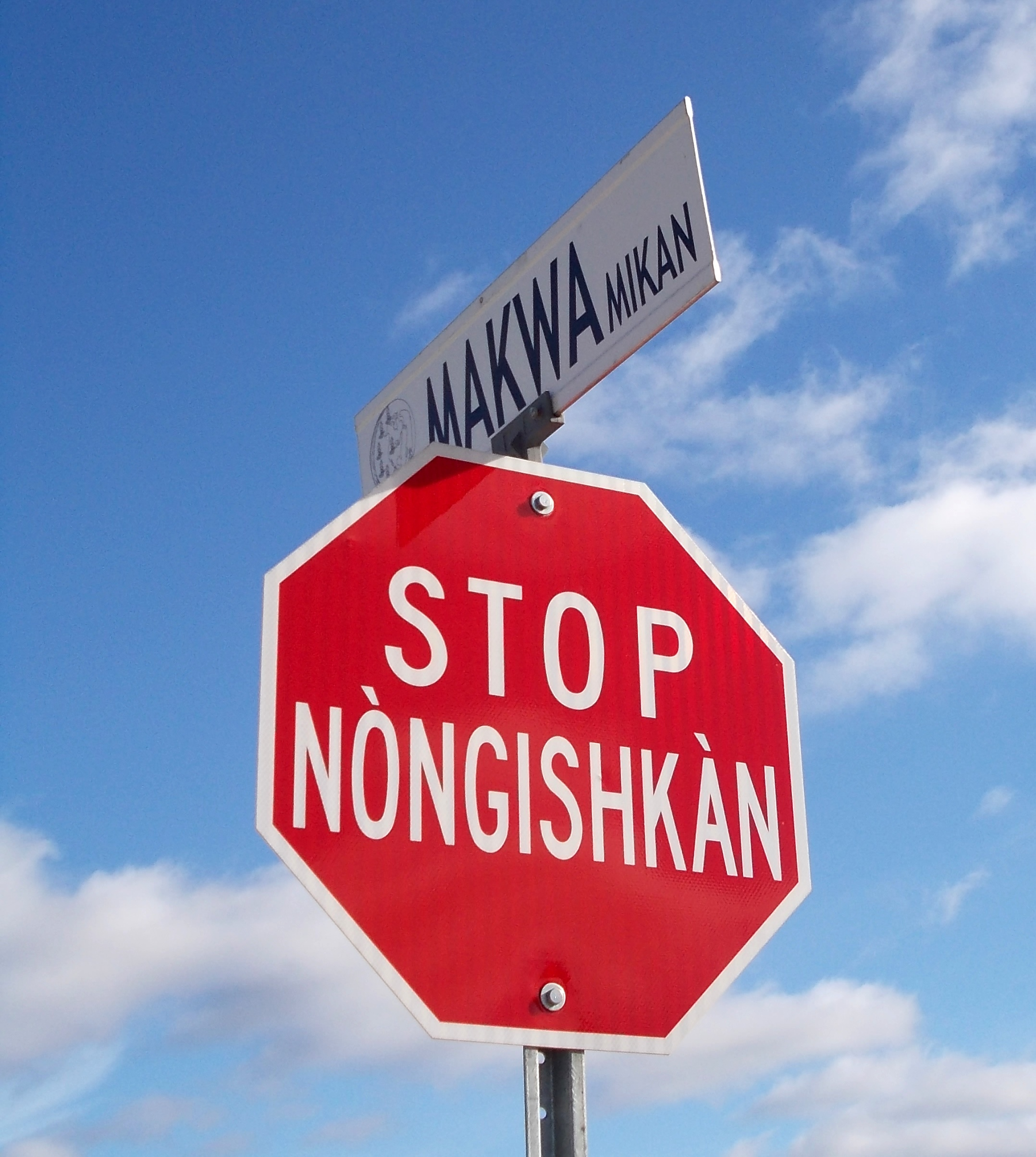
Panneau d'arrêt (Anglais-Anishnabe), Kitigan Zibi, Québec

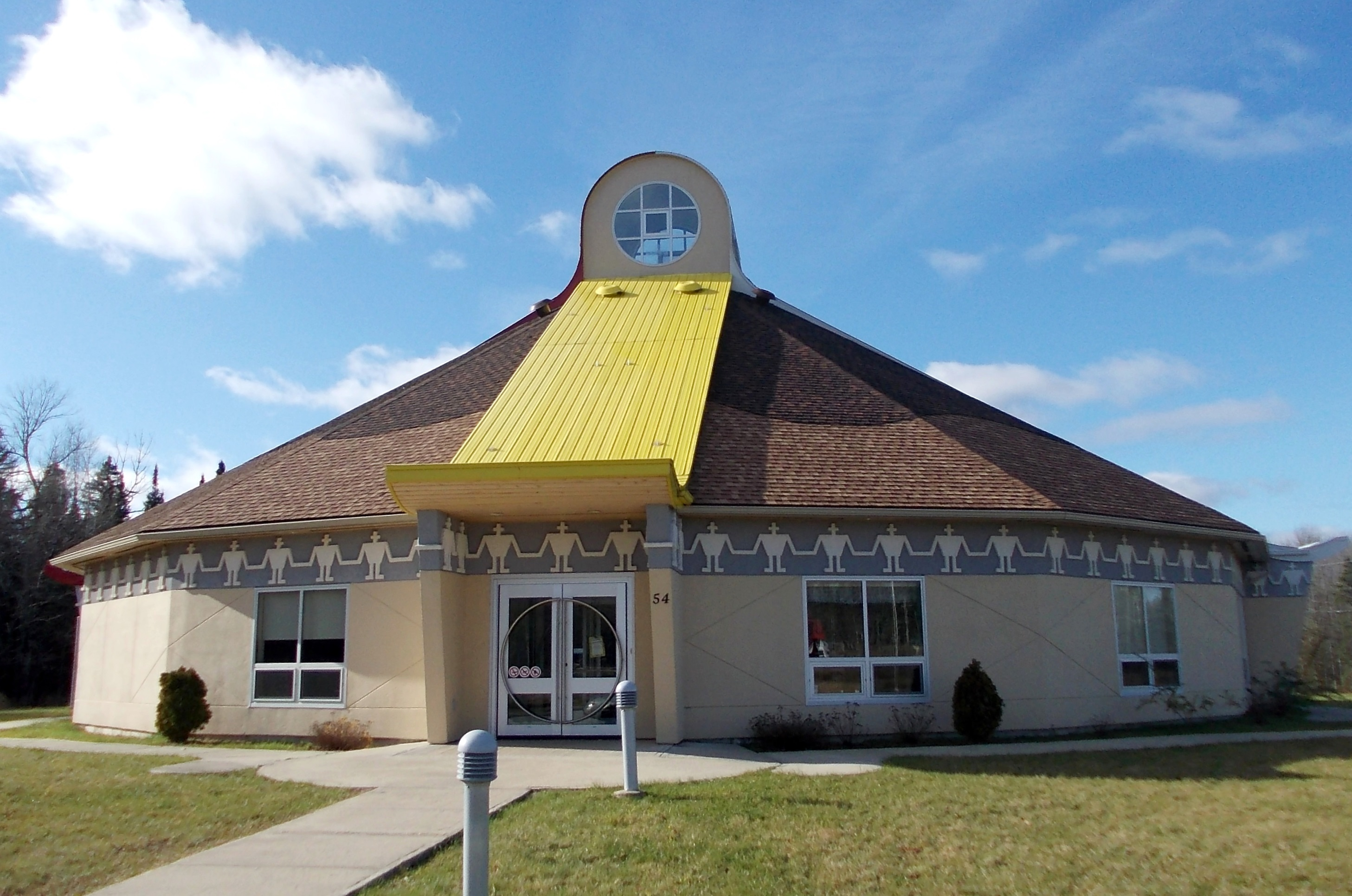
Musée à Kitigan Zibi, Québec

## Démographie
Le recensement de 2006 y dénombre 1 165 résidents, soit 7,8 % de plus qu'en 2001, et plus de 3 000 personnes si on considère les personnes qui ne résident pas dans la communauté. Le recensement de 2016 dénombre 1 221 résidents, une baisse de 12,8 % depuis 2011.
| 1996 | 2001  | 2006  | 2011  | 2016  | 2021  |
| ---- | ----- | ----- | ----- | ----- | ----- |
| 969  | 1 081 | 1 165 | 1 401 | 1 221 | 1 204 |

En 2016, 18% de la population parlais Algonquin.

## Toponymie
En 1850, la réserve ne portait pas le nom de Kitigan Zibi, elle se faisait appeler Maniwaki. Ce nom avait une signification évocatrice et ce furent les Oblats qui la nommèrent ainsi. Maniwaki est tiré du mot mani, qui est une adaptation du nom de Marie, quant au aki, il désigne la terre, le pays ou la contrée. Les Oblats, venus de France pour propager la foi catholique, voulaient de cette manière honorer leur commandante religieuse (Marie Immaculée) tout en exprimant leur fidélité à la langue algonquine. On peut donc résumer le tout par « pays de Marie » ou « terre de Marie ». Il existe d’autres interprétations qui traduisaient Maniwaki par « rivière croche », mani étant le mot « rivière » dans l’ancien algonquin et waki voulait dire « croche », ou par « terre des esprits », Manito désignant esprits et aki, terre, pays ou contrée.C’est en 1994 que la dénomination Kitigan Zibi vint remplacer le nom Maniwaki. Le conseil de bande choisit à ce moment de nommer la réserve Kitigan Zibi puisque des traces de cette appellation remontent en 1826, alors que le terme Maniwaki apparait vers 1850. Le Conseil de bande faisait ainsi référence à une ancienne dénomination associée à la rivière Désert. Le mot Kitigan qui, en algonquin, se traduit par « désert » pouvait désigner à la fois un désert ou une terre cultivée, ou un endroit défriché par une intervention humaine. Il ne faut pas confondre tout cela avec une clairière naturelle. Le mot zibi signifierait une « rivière », correspondant aux limites territoriales créées par deux rivières : la rivière de l’Aigle et la rivière Désert.

## Histoire

### Les premières traces historiques de Kitigan Zibi
Les premières mentions écrites des Algonquins de Kitigan Zibi remontent au XVIIIe siècle, lorsque les Anishnabeg sont coincés en plein milieu d’une guerre entre les Wendats et les Mohawks à propos du contrôle du commerce des fourrures de la rivière Outaouais. On trouve d’autres mentions au XVIIIe siècle au moment où la population Anishnaabe établie sur la rivière des Outaouais se fait décimer par une épidémie de variole amenée par les Français. Les Algonquins décidèrent donc de quitter la rivière Outaouais pour s’installer à différents endroits, notamment à quelques dizaines de kilomètres en amont près de la rivière Désert.
En 1820, des commerçants de la Compagnie de la Baie d’Hudson s’installent dans cette région et bâtissent un poste de traite au croisement des rivières Désert et Gatineau. Il y avait déjà plusieurs Algonquins qui s’étaient installés sur la rive est de la Rivière Désert et, après quelques années, d’autres familles algonquiennes possédant des territoires de chasse dans les environs décidèrent de s’y installer de façon permanente. 
Vers les années 1840, les Oblats surgissent pour établir la mission de Notre-Dame-du-Désert pour ensuite, en 1849, demander aux autorités le droit de délimiter un canton en ayant pour but d’y établir une réserve algonquine. En 1850, les limites de ce canton sont dessinées et c’est à ce moment que le nom de Maniwaki fut attribué à la réserve par les Oblats. Parmi les dernières familles arrivées dans les environs, il y avait Luc-Antoine Pakinawatik, un des colons autochtones, qui deviendra, en 1854, le premier chef de la réserve de Kitigan Zibi.

### La réserve Algonquine de Kitigan Zibi
Avec le déclin de la traite des fourrures qui s’enclenche à compter de 1820, de nouvelles activités économiques bouleversent le mode de vie des Algonquins établis à proximité de la rivière des Outaouais et de ses affluents. La traite des fourrures laisse peu à peu la place à l’exploitation forestière, ce qui modifie considérablement les relations établies avec les Algonquins. De partenaires commerciaux, ceux-ci deviennent peu à peu des obstacles au développement économique du Canada.  C'est dans ce contexte que le processus l'assimilation des autochtones commença vers 1850, alors quatre réserves furent créées pour y loger les autochtones, dont la réserve de Maniwaki.  

### La communauté auXXesiècle
Avant les années 1970, l’Agent des affaires indiennes administrait la réserve tout en ayant tous les pouvoirs. Il y avait peu d’emplois à cette époque sur le territoire de la communauté et beaucoup de personnes quittaient la réserve pour aller travailler ailleurs au Canada et aux États-Unis, notamment dans les états de New York et en Pennsylvanie. Certains résidents occupaient des postes non-spécialisés comme aides-géologues, bûcheron et guides de chasse et pêche. L’exode a été tellement prononcé qu’en 1963, il ne restait plus que 150 personnes dans la communauté. En 1976, quelques années après que La Loi sur les Indiens ait été changée et que les Algonquins reprenaient peu à peu le contrôle de leurs réserves, l’élection du chef Jean-Guy Whiteduck apporta un vent de changement et de dynamisme au sein de la communauté.

#### Prise en charge
La prise en charge par la communauté a débuté en 1972 mais elle n’a pas eu beaucoup d’effets au début. Cependant, le retour de personnes plus jeunes et mieux éduquées a donné un nouveau souffle à la réserve de Kitigan Zibi qui a commencé à se doter de meilleurs services : la création d’une école primaire et secondaire, de services de santé et la formation d’un corps policier autochtone ont été des étapes importantes dans l’évolution de la communauté. De plus, le conseil de bande a fait construire de nouveaux logements, car certaines familles vivaient entassées dans les maisons insalubres. Graduellement, les problèmes de logement se sont atténués et des projets de maisons pour les familles à faibles revenus ont été développés de même qu’un système de prêt à l’intérieur de la communauté a été instauré.

### La réserve auXXIesiècle
En moins de trente ans, Kitigan Zibi a changé du tout au tout. Cette réserve amérindienne où il ne se passait pas grand-chose et qui sortait à peine du contrôle exercé par les gestionnaires du ministère fédéral des affaires indiennes, est devenue un village dynamique offrant des services de plus en plus élaborés à la population. De plus, aujourd’hui on y retrouve des entreprises, des commerces, des écoles, un centre culturel, des garderies et le conseil de bande a bien d’autres projets pour l’avenir et plusieurs autres commodités sont à la disposition des visiteurs tels que la quincaillerie Pasahigan Home Hardware, un poste d'essence, un lave-auto, un lavoir automatique, des épiceries et des boutiques souvenirs et de cadeaux situés à divers endroits à travers la communauté.      
La création d’une entreprise forestière, mitog, qui détient une convention d’aménagement forestier leur permet de couper des arbres sur leurs territoires ancestraux. Ils travaillent aussi en collaboration avec d’autres exploitants forestiers. Ils sont également des partenaires importants dans la gestion de la forêt de l’aigle, un territoire situé à l’ouest de Maniwaki, où l’exploitation forestière, les activités de plein air et la protection de la faune font bon ménage. La communauté possède également une érablière de 12 000 entailles dont le potentiel n’est pas encore pleinement exploité et c'est à Kitigan Zibi qu'est produit le sirop d'érable pur Awazibi.

## Culture et tourisme
La communauté offre différents attraits aux visiteurs. Le Centre d'exposition culturelle de Kitigan Zibi présente des expositions, des artefacts, des tableaux et des photographies portant sur la culture et l'histoire algonquine. Le bâtiment rond accueille d’ailleurs l’exposition Kichi Sibi montée par le Musée canadien des civilisations et porte sur l’histoire des Algonquins. Les traditions sont encore bien présentes à Kitigan Zibi. Un constructeur de canots d’écorce de bouleau a pris la relève des anciens comme William Commanda et Basil Smith. Durant l’été, on peut aussi visiter le village Mawandoseg, qui est un musée-nature qui propose un circuit en forêt où l’on recrée la vie des Algonquins d’autrefois plus précisément la vie traditionnel des Anishinabeg. Grâce à tous les progrès qu’elle a connus depuis 25 ans, la réserve algonquine de Kitigan Zibi pourrait servir de modèle à d’autres communautés autochtones qui ont du mal à se sortir du cercle vicieux de la pauvreté et des problèmes sociaux. 

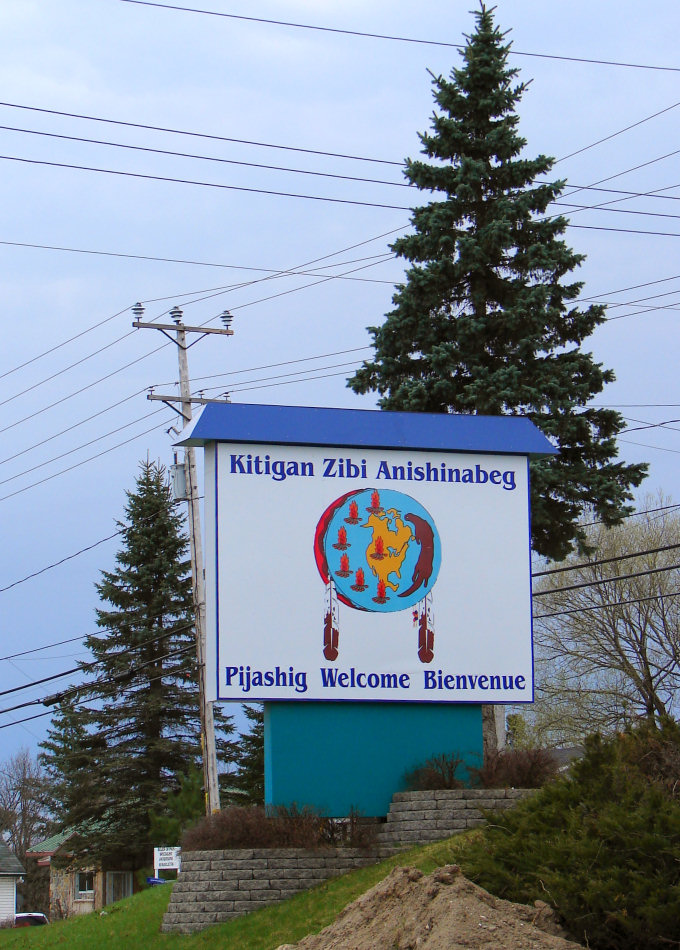
L'affiche de bienvenue de Kitigan Zibi

## Liste des chefs
- Chef Antoine Pakinawatik - 1854-1874
- Chef Peter Tenasco - 1874-1884, 1890-1896
- Chef Simon Odjick - 1884-1890
- Chef Louizon Commanda - 1896-1899
- Chef John Tenasco - 1899-1911
- Chef Michael Commanda - 1911-1917
- Chef John Cayer - 1917-1920
- Chef John B. Chabot - 1920-1924, 1939-1951
- Chef Vincent Odjick - 1927-1933
- Chef Patrick Brascoupe - 1933-1936
- Chef Abraham McDougall - 1936-1939
- Chef William Commanda - 1951-1970
- Chef Ernest McGregor - 1970-1976
- Chef Jean Guy Whiteduck - 1976-2006
- Chef Stephen McGregor - 2006-2008
- Chef Gilbert Whiteduck - 2008 - 2015
- Chef Jean Guy Whiteduck - 2015 - 2018
- Chef Dylan Whiteduck -